# Eleição presidencial em Taiwan em 2024
A 16ª eleição presidencial e vice-presidencial da República da China (em chinês: 中華民國 第十六 屆 總統 、 副 選舉) foi realizada em 13 de janeiro de 2024. O processo de eleições primárias e nomeações presidenciais foi realizado no final de 2023. O vencedor das eleições presidenciais de 2024 está programado para tomar posse em 20 de maio de 2024. A atual presidente, Tsai Ing-wen, do Partido Democrático Progressista (DPP), que foi reeleita em 2020, não é elegível para tentar um terceiro mandato. 
Esta eleição presidencial teve uma taxa de participação de 71,35%, que foi inferior às eleições de 2020 em 3,55%. Lai Ching-te, do Partido Democrático Progressista (PDP), atualmente no poder, foi eleito presidente com 40,05%. Isto marcou a primeira vez desde as eleições de 2000 que o candidato vencedor obteve menos de 50% dos votos, e a primeira vez que um partido ganhou mais de duas eleições presidenciais consecutivas desde que as eleições diretas foram introduzidas em 1996.

## Resultados
Sumário de resultados da eleição presidencial e vice-presidencial de 13 de janeiro de 2024
| Partido | Partido                          | Candidatos   | Candidatos      | Votos      | Percentagem |      |
| ------- | -------------------------------- | ------------ | --------------- | ---------- | ----------- | ---- |
| Partido | Partido                          | Presidente   | Vice-presidente | Votos      | Percentagem |      |
|         | Partido Democrático Progressista | Lai Ching-te | Hsiao Bi-khim   | 5 586 019  | 40,05%      |      |
|         | Kuomintang                       | Hou Yu-ih    | Jaw Shaw-kong   | 4 671 021  | 33,49%      |      |
|         | Partido Popular de Taiwan        | Ko Wen-je    | Cynthia Wu      | 3 690 466  | 26,46%      |      |
| Total   | Total                            |              |                 | 14 048 310 | 100%        | 100% |